# Boualem Rahoui
Boualem Rahoui (arab. ‏بوعلام رحوي‎; ur. 8 października 1948 w Ajn Tumuszanat) – algierski lekkoatleta, olimpijczyk.

## Kariera
Wystąpił na Letnich Igrzyskach Olimpijskich 1972 w dwóch konkurencjach – biegu na 3000 m z przeszkodami i biegu na 5000 m. Na pierwszym dystansie zajął 7. miejsce w swoim wyścigu eliminacyjnym, odpadając z dalszej rywalizacji (osiągnął 27. wynik na 49 zawodników – 8:41,0). W biegu na 5000 m również odpadł po pierwszej fazie zawodów, osiągając 8. rezultat w swoim biegu (13:45,0). Był to 23. rezultat wśród 61 startujących długodystansowców. Uczestniczył w pierwszych mistrzostwach świata w lekkoatletyce w Helsinkach (1983), gdzie odpadł w eliminacjach biegu na 10 000 m (26. wynik eliminacji – 29:10,95). W tym samym roku zajął 38. miejsce na mistrzostwach świata w biegach przełajowych (38:02).
W 1975 roku został dwukrotnym medalistą Igrzysk Śródziemnomorskich 1975. Zdobył złoty medal w biegu na 3000 m z przeszkodami (8:20,2) i brązowy medal na dystansie 10 000 m (28:40,8). Na mistrzostwach Maghrebu stał na podium przynajmniej siedmiokrotnie. W biegu na 3000 m z przeszkodami wywalczył dwa złota (1973, 1975), jedno srebro (1969) i jeden brąz (1971), natomiast na dystansie 10 000 m osiągnął jedno złoto (1983) i dwa srebra (1973, 1975).
Indywidualnie osiągnął przynajmniej dziesięć tytułów mistrza kraju. Zdobył złote medale w biegu na 1500 m (1969), biegu na 5000 m (1968, 1969), biegu na 3000 m z przeszkodami (1970, 1971, 1975, 1982) i w biegu przełajowym na długim dystansie (1976, 1978, 1983).
Rekordy życiowe: bieg na 3000 m z przeszkodami – 8:20,2 (1975), bieg na 5000 m – 13:40,2 (1975), bieg na 10 000 m – 28:33,6 (1975). Był piętnastokrotnym rekordzistą Algierii w biegach na 3000 m z przeszkodami, 5000 m i 10 000 m.
W 2005 roku wydał swoją autobiografię pt. Le temps d’une pensée.